# Paradieskranich
Der Paradieskranich (Anthropoides paradisea, Syn.: Grus paradisea) ist eine Vogelart aus Familie der Kraniche. Er gilt als Nationalvogel Südafrikas.

## Merkmale
Der Paradieskranich erreicht eine Größe von 110 bis 120 cm und ein Gewicht zwischen 4,8 und 5,4 kg. Die Flügelspanne beträgt 180 bis 200 cm. Die Männchen sind größer als die Weibchen. Genauso wie der Jungfernkranich (Anthropoides virgo) hat er einen vollständig befiederten Kopf. Weiter ist er durch das Fehlen der roten Gesichtshaut gekennzeichnet. Das Gefieder ist überwiegend schiefergrau. Der Kopf ist fahl graubraun. Die Iris ist dunkelbraun. Die Beine sind schwarz und der Schnabel rosagelb gefärbt. Besonders auffällig sind die schwarzen inneren Armschwingen, die bis auf den Boden reichen können. Lose Federn an den Wangen und am Obernacken verleihen dem Kopf eine auffällige kobraförmige Form. Die juvenilen Vögel sind heller. Bei ihnen fehlen die verlängerten Armschwingen.

## Lautäußerungen
Der tiefe, kratzende und gebrochene Ruf ähnelt dem des Jungfernkranichs.

## Lebensweise
Ab einem Alter von drei bis fünf Jahren ist der Paradieskranich geschlechtsreif.
In der Paarungszeit verlängern sich die seitlichen Kopffedern und Männchen und Weibchen liefern sich Rufduelle. Die Brutzeit ist Oktober bis Dezember. Nach einer Periode von 30 Tagen werden zwei Eier mit gelbbraunen und olivbraunen Flecken in eine Nistmulde auf dem Boden gelegt. Beide Eltern kümmern sich um die Jungenaufzucht.
Der Paradieskranich ernährt sich von Insekten, Wurzeln, Fischen, Fröschen, Würmern, Krabben und sogar Reptilien und kleinen Säugern. Er ist meist in größeren Gruppen zu beobachten.

## Vorkommen und Gefährdung
Der Paradieskranich ist in offenen Steppen, an Flussufern und im Kulturland Südafrikas beheimatet. Seit den 1970er Jahren ist sein Bestand aufgrund der Verwendung von Pestiziden und Aufforstungsprojekten in der Kulturlandschaft stark gesunken, so dass es heute nur noch etwa 25.700 Exemplare gibt.

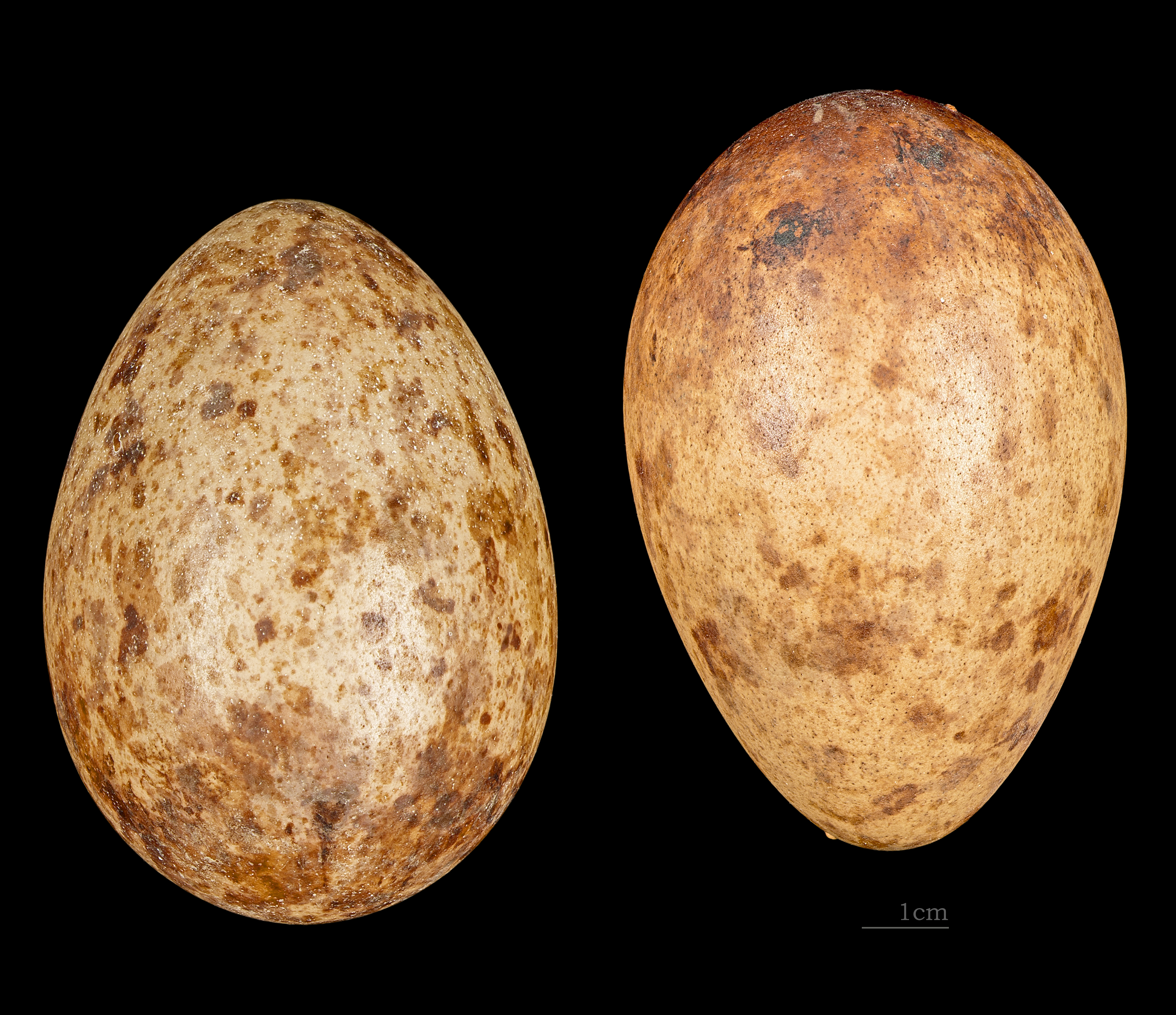
Eier des Paradieskranichs
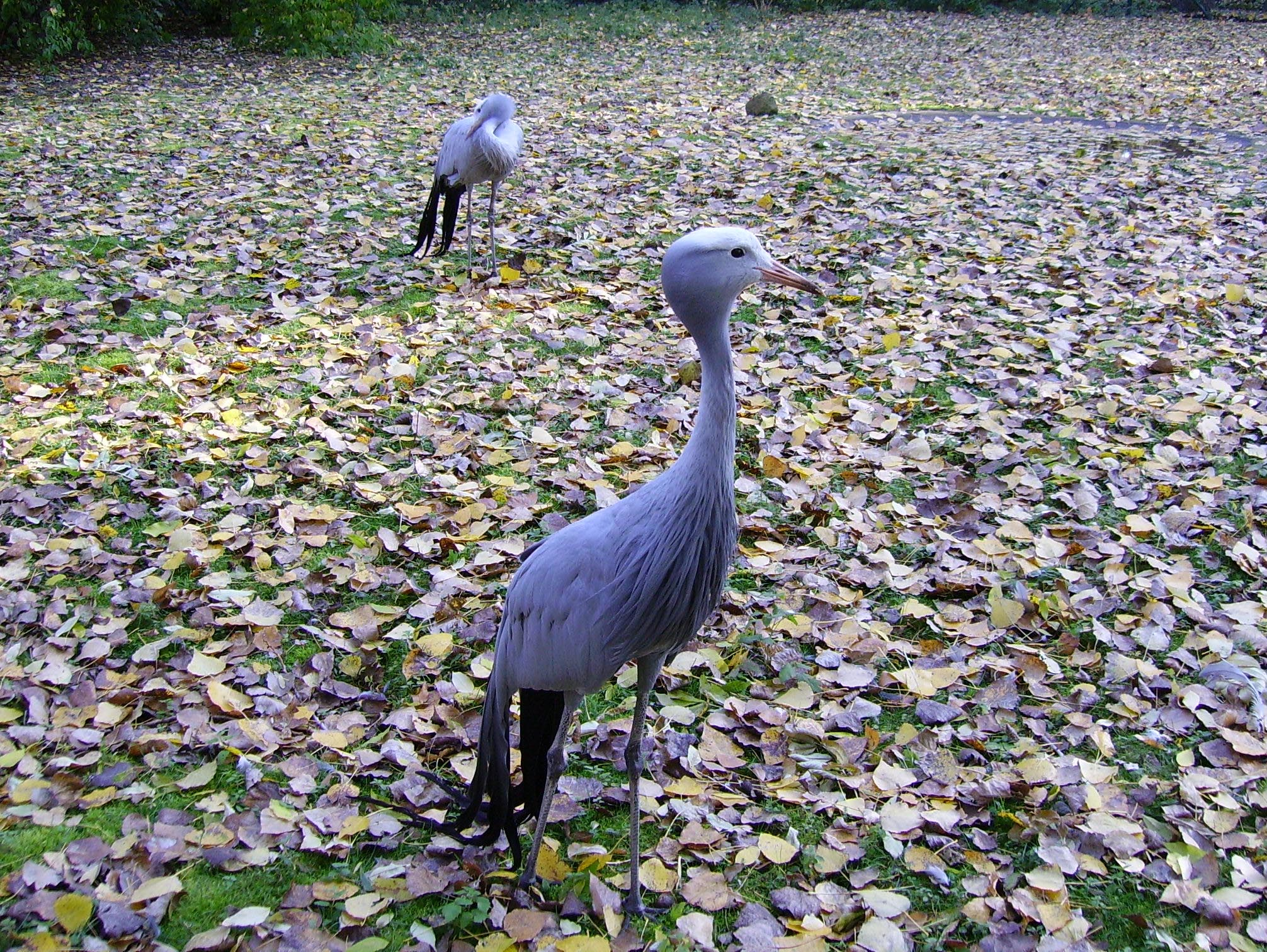
Paradieskranich-Pärchen
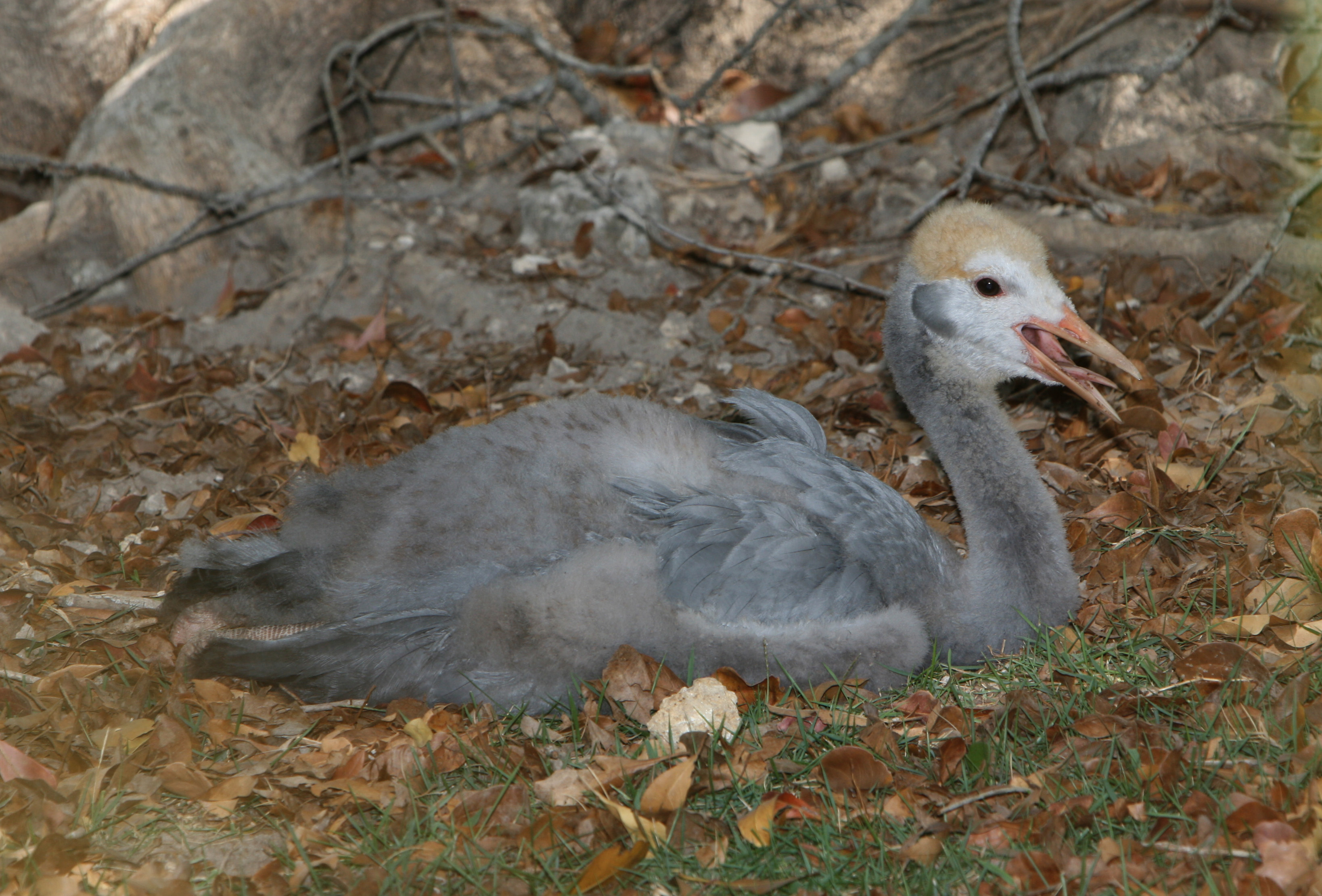
Paradieskranich-Küken
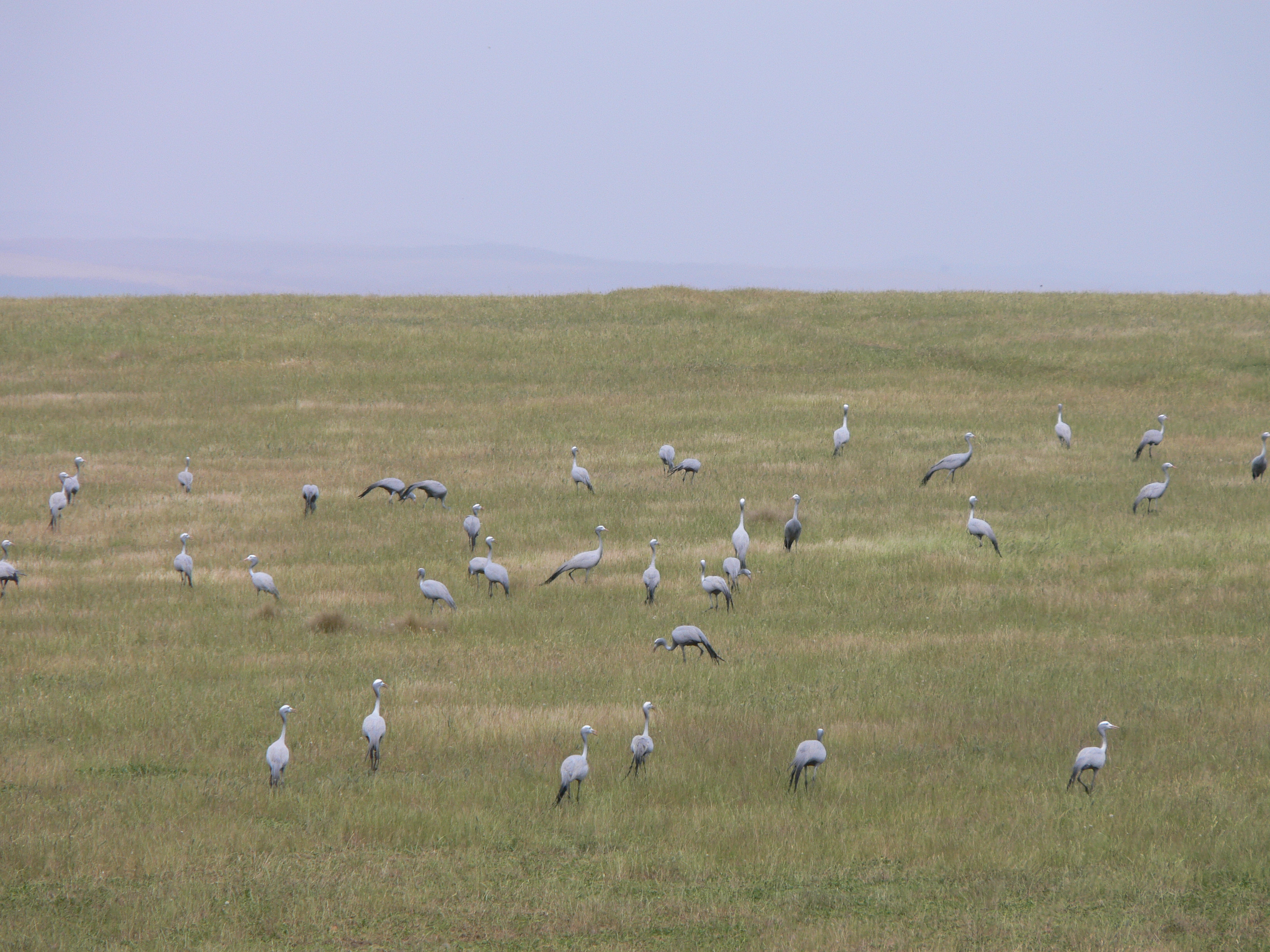
Paradieskraniche im Bontebok-Nationalpark, Westkap, Südafrika